# Rosanah Fienngo
Pour les articles homonymes, voir Rosana et Rosanna.
Rosanah Fienngo (née le 7 mars 1954 à São Paulo) est une chanteuse brésilienne. 

## Biographie

### Jeunesse
Rosanah naît dans le quartier de Brás, à São Paulo, le 7 mars 1954. Elle commence à chanter à l’âge de treize ans dans le groupe de son père Aldo Fiengo, les Casanova’s,.

### Carrière artistique
En 1969, à 15 ans, Rosanah rejoint le groupe Cry Babies, aux côtés de musiciens comme Luiz Carlos Batera, par ailleurs l'un des premiers musiciens de Banda Black Rio. En 1972, Tim Maia enregistre une de ses premières compositions, intitulée Já Era Tempo de Você. Elle déménage ensuite à Rio de Janeiro, et enregistre en 1978, toujours avec le groupe de son père, son premier album, qui contient notamment les titres Fique um Pouco Mais, une mélodie romantique reprise dans la bande originale de la série télévisée Pecado Rasgado, et Muito Independente, plutôt disco. Les Casanova’s apparaissent dans quelques scènes de la série, avec Rosanah comme chanteuse ; elle participe également à d’autres programmes télévisés, comme Globo de Ouro, Chacrinha, Carlos Imperial, Sexta Super, Raul Gil et Almoço com as Estrelas.
À 26 ans, à 1980, Rosanah Fienngo doit choisir entre sa carrière musicale et ses études de psychologie à l’université Gama Filho ; elle opte alors pour le chant.

## Discographie
- 1978 : Fique Um Pouco Mais (EMI-Odeon)
- 1983 : Rosana (RCA Victor)
- 1987 : Coração Selvagem (Epic/CBS)
- 1988 : Vício Fatal / Ao Vivo (Epic/CBS)
- 1989 : Onde o Amor Me Leva (Epic/CBS)
- 1990 : Por Donde el Amor Me Lleva - en espagnol (Epic/CBS)
- 1990 : Doce Pecado (Epic/CBS)
- 1992 : Paixão (Columbia/CBS)
- 1993 : Gata de Rua (Columbia/CBS)
- 1994 : Essa sou eu (Polygran)
- 1996 : Vende peixe-se (Natasha Records)
- 2003 : Rosana (Movieplay)